# Las Vegas Lights Football Club
Las Vegas Lights FC é uma agremiação esportiva da cidade de Las Vegas, Nevada. A partir de 2018 começou a disputar a United Soccer League.

## História
Fundado dia 11 de agosto de 2017, o Las Vegas Lights teve seu nome escolhido em uma votação. Os seis nomes que estavam em votação foram Las Vegas FC, Las Vegas Lights, Las Vegas Action, Viva Vegas, Club Vegas e Las Vegas Silver.
O escudo da equipe foi revelado no dia 30 de outubro de 2017.

## Estatísticas

### Participações
|  | Participações em 2018 |

| Competição     | Competição               | Temporadas | Melhor campanha | Estreia | Última | P | R |
| Estados Unidos | Lamar Hunt U.S. Open Cup | 1          | Estreia (2018)  | 2018    | 2018   |   | – |